# Alfa Monocerotis
Alfa Monocerotis (α Mon) – druga pod względem jasności gwiazda w konstelacji Jednorożca. Jej jasność obserwowana to jedynie 3,93m. Leży w odległości ok. 148 lat świetlnych od Słońca. Należy do typu widmowego G9III lub K0III. Jest żółto-pomarańczowym olbrzymem, w którym zachodzi „spalanie” helu.